# 油井誠志
油井 誠志(あぶらい じょうじ、じょーじ 5月21日 -)は、兵庫県尼崎市生まれの音楽、音に関するプロデューサー。
仁川学院高等学校 (インタビュー掲載)、国立音楽大学音楽デザイン学科卒業、同非常勤講師。音楽学習学会所属。
エイベックス・エンタテインメント株式会社に所属。ゼネラルプロデューサーとしてレーベルのブランディング、ネットワーキング、R&Dを担当、社内外横断でのプロジェクトビルドを担う。2020年7月より新設されたInternational Business Design Division(グローバルビジネスデザイン室)室長を経て、現在は、プロデューサー、A&R。

## 人物
これまで映画、映像作品、演劇などへの楽曲提供や、自身のユニットmusicscapeで活動する一方、1999年よりインディーズレーベルでの宣伝・営業・制作、2001年よりレコード会社での音楽配信ビジネスおよび携帯電話を中心としたコンテンツプロデュース、プロモーションに携わる。
また、たばちゃんバンド全国チャリティバンドツアーや中学、高校の卒業式歌、専門学校、大学での講話、ワークショップなど多方面で活動、現在はエイベックスのA&R、制作ディレクターを経て、ゼネラルプロデューサー。日本テレビ「スター☆ドラフト会議」のスカウトマンとして出演。A&Rとして、Do As Infinityや大塚愛など担当、任天堂ソフトWii U『幻影異聞録♯FE』、FUNCTION6ch、Vtuber、HUMANOID DJ、2.5次元舞台など多方面の音楽プロデュースも手掛ける。
似顔絵を大塚愛が描いた“あごらいくん”というキャラクターのモチーフになっている。
パフォーマーの油井ジョージとは別人。

## 略歴
- 1999年3月 - 国立音楽大学音楽部音楽デザイン学科卒。
- 1999年3月 - ドルフィンエンターテンメント株式会社入社。
- 2001年7月 - エイベックス・ネットワーク株式会社(現・エイベックス・エンタテインメントに統合)入社。
- 2002年1月 - レーベルモバイル株式会社(現・レコチョク)兼務。
- 2004年7月 - エイベックス・ネットワーク株式会社メディア戦略室 課長。
- 2007年7月 - エイベックス・ミュージック・クリエイティヴ(現・エイベックス・エンタテインメント) チーフディレクター。
- 2017年4月 - エイベックス・エンタテインメント株式会社、レーベル事業本部スペシャルプロジェクトユニット チーフプロデューサー。
- 2018年7月 - エイベックス・エンタテインメント株式会社、レーベル事業本部スペシャルプロジェクトユニット ゼネラルプロデューサー。
- 2019年4月 - 国立音楽大学非常勤講師。
- 2019年4月 - エイベックス・エンタテインメント株式会社、レーベル事業本部SPUマネージャー兼ゼネラルプロデューサー。
- 2020年7月 - エイベックス・エンタテインメント株式会社、レーベル事業本部グローバルビジネスデザイン室 室長兼ゼネラルプロデューサー。
- 2020年7月 - エイベックス・エンタテインメント株式会社、レーベル事業本部本部長室/第1プロデュースグループ ゼネラルプロデューサー(兼務)。
- 2021年4月 -  エイベックス・エンタテインメント株式会社、レーベル事業本部 International Business Design Division 室長兼ゼネラルプロデューサー。第1プロデュースグループ ゼネラルプロデューサー(兼務)第2プロデュースグループ ゼネラルプロデューサー(兼務)
- 2022年7月 -  エイベックス・エンタテインメント株式会社、レーベル事業本部本部長付ゼネラルプロデューサー / 第1プロデュースグループ ゼネラルプロデューサー(兼務)第2プロデュースグループ ゼネラルプロデューサー(兼務)
- 2023年8月 - エイベックス・ミュージック・クリエイティヴ株式会社 第2レーベルグループ ゼネラルプロデューサー / 第5レーベルグループ ゼネラルプロデューサー(兼務) / 第2レーベルグループ 第4ユニットマネージャー兼ゼネラルプロデューサー(兼務)

## 関連アーティスト、作品

### 音楽作品:アーティスト別(50 音順)
*クレジットに基づき記載

#### Mスリー(発売元:SONIC GROOVE)
- 平成25年3月27日 シングルCD「夢見るダンシングドール」(A&R・DIRECTOR)

#### 大塚 愛(発売元:avex trax)
- 平成21年9月23日 ライブ作品「LOVE LETTER Tour 2009〜チャンネル消して愛ちゃん寝る!〜」 制作(A&R)
- 平成21年11月11日 アルバムCD「LOVE is BEST」 制作(A&R・DIRECTOR)
- 平成22年3月17日 ライブ作品「LOVE IS BORN〜6th Anniversary 2009〜」制作(A&R・DIRECTOR)
- 平成22年4月7日 シングルCD「ゾッ婚ディション/LUCKY☆STAR」制作(A&R・DIRECTOR)
- 平成22年6月2日 ライブ作品「LOVE is BEST Tour2009 FINAL」制作(A&R・DIRECTOR)
- 平成22年9月8日 シングルCD「I ♥ ×××」制作(A&R・DIRECTOR)
- 平成23年3月9日 ライブ作品「LOVE IS BORN〜7th Anniversary 2010〜」制作(A&R・DIRECTOR)
- 平成25年10月9日 シングルCD「Re:NAME」制作(A&R・DIRECTOR)
- 平成26年3月19日 ライブ作品「LOVE IS BORN〜10th Anniversary 2013〜」制作(A&R・DIRECTOR)
- 平成26年3月26日 ミニアルバムCD「AIO PUNCH」制作(A&R・DIRECTOR)
- 平成26年5月21日 シングルCD「モアモア」制作(A&R・DIRECTOR)
- 平成26年7月16日 アルバムCD「LOVE FANTASTIC」制作(A&R・DIRECTOR)
- 平成26年12月17日 ライブ作品「LOVE FANTASTIC TOUR」 制作(A&R)
- 平成27年4月22日 アルバムCD「LOVE TRiCKY」制作(A&R・DIRECTOR)
- 平成28年1月20日 ライブ作品「LIVE BOX 2015 〜TRiCKY BORNBON〜」制作(A&R Chief・DIRECTOR)
- 平成29年2月15日 シングルCD「私」制作(A&R Chief・DIRECTOR)
- 平成29年4月12日 アルバムCD「LOVE HONEY」制作(A&R Chief・DIRECTOR)
- 平成30年2月7日 ミニアルバムCD「aio piano」 制作(A&R Chief)
- 平成30年9月5日 シングルCD「ドラセナ」 制作(A&R Chief)
- 平成31年1月1日 アニバーサリーベストアルバムCD「愛 am BEST, too」制作(A&R Chief)
- 令和元年9月4日 シングルCD「Chime」制作(A&R Chief)
- 令和2年1月15日 ライブ作品「LOVE IS BORN〜16th Anniversary 2019〜」制作(A&R Chief)
- 令和2年3月11日 アルバムCD「Aio Piano Arioso」制作(A&R Chief)
- 令和3年2月3日 アルバムCD「犬塚愛 One on One Collaboration」 (A&R Chief)
- 令和3年2月3日 ライブ作品「LOVE IS BORN 〜17th Anniversary 2020〜」(A&R Chief)
- 令和3年12月8日 アルバムCD「 LOVE POP」(A&R Chief)
- 令和4年9月7日 ライブ作品「LOVE POP TOUR 2022〜もろこし振ったらもろ腰にきた!〜」(A&R Chief)
- 令和5年5月31日 ライブ作品「LOVE IS BORN〜19th Anniversary 2022〜」(A&R Chief)
- 令和5年9月9日 アルバムCD「marble」(A&R Chief)
- 令和6年3月6日 ライブ作品「LOVE IS BORN〜20th Anniversary 2023〜」(A&R Chief)
- 令和6年7月17日 ピアノ・インストゥルメンタル・ミニアルバム『graine』
- 令和7年2月26日 ライブ作品「LOVE IS BORN〜21st Anniversary 2024〜」(A&R Chief)

#### 奥村初音(発売元:avex trax)
- 平成19年9月5日 シングルCD「恋、花火」 制作(A&R・DIRECTOR)
- 平成20年2月13日 シングルCD「砂」 制作(A&R・DIRECTOR)
- 平成20年7月23日 シングルCD「ホントはね」 制作(A&R・DIRECTOR)
- 平成20年9月3日 アルバムCD「ありがとう」 制作(A&R・DIRECTOR)
- 平成20年10月11日 配信限定曲「負けないココロ」 制作(A&R・DIRECTOR)

#### 加藤和樹(発売元:avex trax)
- 平成19年7月25日 シングルCD「instinctive love」制作(A&R・DIRECTOR)
- 平成19年10月3日 シングルCD「impure love」制作(A&R・DIRECTOR)
- 平成20年1月23日 アルバムCD「in LOVE」制作(A&R・DIRECTOR)

#### 嘉陽愛子(発売元:avex trax)
- 平成19年6月6日 アルバムCD「POP」制作(A&R・DIRECTOR)

#### commmons(発売元:commmons)
- 令和6年5月29日「Tribute to Ryuichi Sakamoto "Micro Ambient Music" Vol. 1」
- 令和6年7月31日「Tribute to Ryuichi Sakamoto "Micro Ambient Music" Vol. 2」
- 令和6年9月25日「Tribute to Ryuichi Sakamoto "Micro Ambient Music" Vol. 3」
- 令和6年11月27日「Tribute to Ryuichi Sakamoto "Micro Ambient Music" Vol. 4」
- 令和7年1月29日「Tribute to Ryuichi Sakamoto "Micro Ambient Music" Vol. 5」
- 令和7年3月19日「The Best of Tohoku Youth Orchestra 2024 - Tribute to Ryuichi Sakamoto」東北ユースオーケストラ
- 令和7年3月26日「Tribute to Ryuichi Sakamoto "Micro Ambient Music" Vol. 6」

#### 坂本龍一(発売元:commmons)
- 令和元年10月2日 ライブ作品「GLENN GOULD GATHERING」
- 令和2年3月30日 ART BOX「Ryuichi Sakamoto 2019」
- 令和3年3月30日 ART BOX「2020S」

- 令和3年9月22日 オリジナル・サウンドトラック「MINAMATA―ミナマター」(A&R Administrator)

- 令和3年12月12日 ライブアルバム「Playing the Piano 12122020」(A&R Administrator)
- 令和4年10月12日 サウンドトラック「Exception」(A&R Administrator)
- 令和4年11月30日「A Tribute to Ryuichi Sakamoto―To the Moon and Back」
- 令和5年1月17日 オリジナルアルバム「12」(A&R Administrator)
- 令和5年5月3日 「TRAVESÍA RYUICHI SAKAMOTO CURATED BY IÑÁRRITU」(A&R Administrator)
- 令和5年5月31日 サウンドトラック「怪物」(A&R)
- 令和5年8月30日 「Dumb Type + Ryuichi Sakamoto Playback 2022」
- 令和6年3月20日「The Best of Tohoku Youth Orchestra 2013〜2023」東北ユースオーケストラと坂本龍一
- 令和6年7月3日  アナログレコード「UTAU」(A&R)
- 令和6年7月3日  Blu-ray「UTAU LIVE IN TOKYO 2010 A PROJECT OF TAEKO ONUKI & RYUICHI SAKAMOTO」(A&R)
- 令和6年9月25日 ソロ・アルバム「out of noise - R」(A&R)
- 令和6年9月25日 サウンドトラック「トニー滝谷」(A&R)
- 令和6年12月11日 コンサート作品「Opus」(A&R)

#### 高木里代子(発売元:avex trax)
- 平成28年2月17日 アルバムCD「THE DEBUT!」制作(A&R・DIRECTOR)

#### Do As Infinity(発売元:avex trax)
- 平成21年2月18日 DVD「Do The Clips」制作(A&R・DIRECTOR)
- 平成21年2月18日 DVD「Do As Infinity FREE LIVE -FREE SOUL! FREE SPIRITS!-」制作(A&R・DIRECTOR)
- 平成21年6月17日 シングルCD「∞1」制作(A&R・DIRECTOR)
- 平成21年9月30日 アルバムCD「ETENAL FLAME」制作(A&R・DIRECTOR)
- 平成22年1月20日 シングルCD「君がいない未来」制作(A&R・DIRECTOR)
- 平成22年6月16日 シングルCD「∞2」制作(A&R・DIRECTOR)
- 平成22年9月29日 シングルCD「JIDAISHIN」制作(A&R・DIRECTOR)
- 平成23年1月19日 アルバムCD「EIGHT」制作(A&R・DIRECTOR)
- 平成23年5月5日 ライブ作品「Do As Infinity “ETERNAL FLAME” 〜10th Anniversary〜」制作(A&R・DIRECTOR)
- 平成23年7月27日 シングルCD「誓い」制作(A&R・DIRECTOR)
- 平成23年9月7日 シングルCD「アリアドネの糸」制作(A&R・DIRECTOR)
- 平成23年11月16日 シングルCD「黄昏」(制作(A&R・DIRECTOR)
- 平成24年2月29日 アルバムCD「TIME MACHINE」制作(A&R・DIRECTOR)
- 平成27年8月12日 配信限定「Anime and Game COLLECTION」制作(A&R)
- 平成28年2月24日 アルバムCD「2 of Us [RED]&[BLUE] -14 Re:SINGLES-」制作(A&R Chief)
- 平成28年7月7日 シングルCD「ハレルヤ/エレジー」制作(A&R Chief)
- 平成28年10月5日 DVD「Do As Infinity Acoustic Tour 2016 -2 of Us- Live Documentary Film」制作(A&R Chief)
- 平成29年6月28日 シングルCD「Alive/Iron Hornet」制作(A&R Chief)
- 平成29年9月27日 シングルCD「To Know You」制作(A&R Chief)
- 平成30年12月6日 シングルCD「化身の獣」制作(A&R Chief)
- 平成30年2月28日 アルバムCD「ALIVE」制作(A&R Chief)

#### AAA(発売元:avex trax)
- 平成19年2月7日 アルバムCD「CCC-CHALLENGE COVER COLLECTION-」 制作(Assistant DIRECTOR)
- 平成19年3月21日 DVD「Channel@×AAA」制作(Assistant DIRECTOR)
- 平成19年3月21日 ミニアルバムCD「AlohAAA!」制作(Assistant DIRECTOR)
- 平成19年4月18日 シングルCD「Get チュー!/SHE の事実」制作(Assistant DIRECTOR)
- 平成19年5月16日 シングルCD「唇からロマンチカ/That's Right」制作(Assistant DIRECTOR)

#### 中村 中(発売元:avex trax)
- 平成19年6月27日 シングルCD「リンゴ売り」制作(A&R・DIRECTOR)
- 平成19年11月21日 シングルCD「裸電球」制作(A&R・DIRECTOR)
- 平成19年12月5日 アルバムCD「私を抱いて下さい」制作(A&R・DIRECTOR)
- 平成20年4月2日 DVD「中村中 ライブ〜愛されたくて生まれた〜」制作(A&R)
- 平成20年4月2日 DVD「中村中×牡丹燈籠」制作(A&R)

#### NAQT VANE(発売元:avex trax)
- 令和4年9月16日 配信シングル「Break Free」、30日「Break Free (English Ver.)」(A&R Chief)
- 令和4年11月2日 配信シングル「VANE」、16日「VANE (English Ver.)」(A&R Chief)
- 令和4年12月2日 配信シングル「TOUCH」、 16日「TOUCH (English Ver.)」(A&R Chief)
- 令和5年2月3日 配信シングル「CHRONIC」、24日「CHRONIC (English Ver.)」(A&R Chief)
- 令和5年3月22日 配信EP「NAQT」(A&R Chief)
- 令和5年8月4日 配信シングル「Beautiful Mess」25日「Beautiful Mess (English Ver.)」(A&R Chief)
- 令和5年10月27日 配信シングル「NIGHTINGALE」11月24日「NIGHTINGALE(English Ver.)」(A&R Chief)
- 令和6年1月10日 1st アルバムCD「Dispersion」(A&R Chief)
- 令和6年9月6日 配信シングル「FALLOUT」11月30日「FALLOUT」(A&R Chief)
- 令和7年4月2日 コンセプトEP「NV」(A&R Chief)

#### 伴都美子(発売元:avex trax)
- 平成20年3月日 アルバムCD「VOICE2〜cover lovers rock」制作(A&R・DIRECTOR)
- 平成20年6月18日 シングルCD「東京日和」制作(A&R・DIRECTOR)
- 平成20年12月10日 アルバムCD「Van.」制作(A&R・DIRECTOR)

#### 福原香織とRAB/FUNCTION6ch(発売元:avex trax)
- 平成24年1月18日 シングルCD「トロ子のランナンバン」制作(PRODUCER)
- 平成26年2月19日 ミニアルバムCD「売れたい!」制作(PRODUCER)
- 平成26年11月30日 シングルCD「FUNCTION6ch」制作(PRODUCER)
- 平成27年6月20日 シングルCD「BLACKOUT/Hi!!!!!!」制作(PRODUCER)
- 平成27年11月4日 配信限定「Change my world」制作(PRODUCER)

#### フェアリーズ(発売元:SONIC GROOVE)
- 平成23年9月21日 シングルCD「More Kiss/Song for You」制作(A&R・DIRECTOR)
- 平成23年12月21日 シングルCD「HERO/Sweet Jewel」制作(A&R・DIRECTOR)
- 平成24年4月4日 シングルCD「Beat Generation/No More Distance」制作(A&R・DIRECTOR)
- 平成24年7月25日 シングルCD「Tweet Dream/Sparkle」制作(A&R・DIRECTOR)
- 平成24年11月14日 シングルCD「White Angel」制作(A&R・DIRECTOR)
- 平成25年7月24日 シングルCD「光の果てに」制作(A&R・DIRECTOR)

#### MinxZone(発売元:avex trax)
- 平成23年4月24日 ミニアルバムCD「紙ピアノ」制作(A&R・DIRECTOR)
- 平成24年4月18日 シングルCD「そりゃそりゃそうじゃん〜新世代のマーチ〜 / 花歌」制作(A&R・DIRECTOR)
- 平成25年2月27日 アルバムCD「この世で一番大切な日 songs」制作(A&R・DIRECTOR)

#### Rabbit(発売元:cutting edge)
- 平成24年12月12日 アルバムCD「裸人」制作(PRODUCER)

#### LOVE(発売元:avex trax)
- 平成21年11月18日 アルバムCD「LOVE IT.」制作(A&R・DIRECTOR)

### 音楽作品:サウンドトラック・企画・その他
- 平成8年3月21日 アルバムCD「爆走兄弟レッツ&ゴー!!オリジナルサウンドトラック集」
- 平成11年6月2日 アルバムCD「SMASH COUNTER ATTACK2 / IMPOTENCE, SKA SKA CLUB, OCHIMUSYA」(PROMOTER)
- 平成12年1月21日 アルバムCD「TOM MEGA-BOOTED / V.A.」TWO CHILDREN CECORDS(PROMOTER)
- 平成12年3月23日 アルバムCD「U.S.INDIES "PUNX" COLLECTION / V.A.」TWO CHILDREN CECORDS(A&R)
- 平成12年4月19日 アルバムCD「U.S.INDIES "MIXTURE" COLLECTION / V.A.」TWO CHILDREN CECORDS(A&R)
- 平成12年6月21日 アルバムCD「save the world,lose the girl / MIDTOWN」TWO CHILDREN CECORDS(A&R)
- 平成12年7月31日 アルバムCD「U.S.INDIES "HEARD CORE" COLLECTION / V.A.」TWO CHILDREN CECORDS(A&R)
- 平成12年7月31日 アルバムCD「U.S.INDIES "GARAGE" COLLECTION / V.A.」TWO CHILDREN CECORDS(A&R)
- 平成12年8月2日 アルバムCD「nothing to prove 限定版 / Jeffries Fan Club」TWO CHILDREN CECORDS(A&R)
- 平成12年8月24日 アルバムCD「スカリンピック / V.A.」TWO CHILDREN CECORDS(A&R)
- 平成12年8月31日 アルバムCD「U.S.INDIES FINAL COLLECTION / V.A.」TWO CHILDREN CECORDS(A&R)
- 平成12年9月6日 アルバムCD「[7578]〜too rock / V.A.」TWO CHILDREN CECORDS(A&R)
- 平成12年10月12日 アルバムCD「AMPLIFIED / mock orange」TWO CHILDREN CECORDS(A&R)
- 平成19年7月11日 アルバムCD「REIDEEN Original Soundtrack-Dream Orchestra-」(DIRECTOR)
- 平成20年1月30日 アルバムCD「I LOVE 恋空 from 魔法のi らんど」制作(A&R・DIRECTOR)
- 平成20年3月19日 DVD「100シーンの恋」制作
- 平成21年3月4日 アルバムCD「ドラゴンクエスト ベスト ダンス ミックス」制作(Assistant)
- 平成23年9月14日 アルバムCD「チーム・バチスタ3 アリアドネの弾丸 original soundtrack+」制作(A&R)
- 平成28年2月10日 アルバムCD「幻影異聞録#FE ボーカルコレクション」制作(PRODUCER)
- 令和元年7月1日 配信限定シングル「POSSIBLE」Clover×Clover(梶原岳人×島﨑信長)制作(DIRECTOR)
- 令和2年1月17日 アルバムCD「幻影異聞録#FE Encore ベストサウンドコレクション」制作(PRODUCER)
- 令和2年2月12日 CD「Paradox Live Opening Show」(Supervisor)
- 令和2年3月31日「Paradox Live Stage Battle "DESIRE"BAE×cozmez」(Supervisor)
- 令和2年5月8日「Paradox Live Stage Battle "JUSTICE"The Cat's Whiskers×悪漢奴等」(Supervisor)
- 令和2年7月29日「Paradox Live Stage Battle "PRIDE"BAE×The Cat's Whiskers」(Supervisor)
- 令和2年9月2日「Paradox Live Stage Battle "FAMILY"cozmez×悪漢奴等」(Supervisor)
- 令和2年11月25日「Paradox Live Exhibition Show -BAE-」(Supervisor)
- 令和2年11月25日「Paradox Live Exhibition Show -The Cat's Whiskers-」(Supervisor)
- 令和2年11月25日「Paradox Live Exhibition Show -cozmez-」(Supervisor)
- 令和2年11月25日「Paradox Live Exhibition Show -悪漢奴等-」(Supervisor)
- 令和3年1月27日「Paradox Live Stage Battle "LOVE" The Cat's Whiskers×cozmez」(Supervisor)
- 令和3年2月24日「Paradox Live Stage Battle "VIBES" BAE×悪漢奴等」(Supervisor)
- 令和3年3月31日「Paradox Live 1st album "TRAP"」(Supervisor)
- 令和3年7月28日 シングルCD「壽歌(ほぎうた) / 刀剣男士 大編成 壽2021」M2(Sound Produce)
- 令和3年8月17日 Blu-ray&DVD ミュージカル『刀剣乱舞』 五周年記念 壽 乱舞音曲祭(音楽)
- 令和3年12月1日 シングルCD「問わず語り / 焔 刀剣男士 formation of 心覚」(Associate Producer)
- 令和4年1月5日 Blu-ray&DVD「ミュージカル『刀剣乱舞』 ―東京心覚―」2部曲(音楽)
- 令和4年3月2日 アルバムCD「ミュージカル『刀剣乱舞』 ―東京心覚―」2部曲(音楽)
- 令和4年4月1日 Blu-ray 演劇調異譚「xxxHOLiC」(音楽)
- 令和5年8月23日 あんさんぶるスターズ!!『TRIP』 Ra*bits 「ヒカリスペクトル」(Production Management)
- 令和5年9月13日 逢田梨香子 Mini AL「Act 2」収録曲「プリズム」(Production Management)
- 令和5年11月10日 Blu-ray 演劇調異譚「xxxHOLiC」 -續- (音楽)
- 令和6年4月7日〜放送 TVアニメ『夜桜さんちの大作戦』ED曲  CHiCO「fam!」(Production Management)
- 令和7年6月24日 Blu-ray 甦夢THEATRE「黄金仮面ーmasque doréー」(音楽)
- 令和7年9月5日 Blu-ray 演劇調異譚「xxxHOLiC」 -續-・再-(音楽)

### ゲーム・ミュージカル作品:サウンドプロデュース
- 平成25年9月 学習習慣化支援アプリ『クイズタイマー』(PRODUCE:SOUND)
- 平成27年4月 恋愛アプリゲーム「恋のカルテ -愛しい君へ-」(PRODUCE:主題歌 作曲)
- 平成27年12月26日 任天堂ゲーム Wii U「幻影異聞録♯FE」(PRODUCE:SONG, LIVE, MD)
- 平成29年11月2日 任天堂ゲーム 3DS「Girls Mode4 スタースタイリスト」(PRODUCE:SONG)
- 平成30年6月8日 任天堂ゲーム Switch&3DS「超回転 寿司ストライカー The Way of Sushido」(PRODUCE:SONG)
- 平成30年6月27日 iOS/Android「シンエンレジスト」(PRODUCE:MUSIC)
- 令和元年8月30日 任天堂ゲーム Switch「ASTRAL CHAIN(アストラルチェイン)」(PRODUCE:SONG)
- 令和2年1月17日 任天堂ゲーム Switch「幻影異聞録♯FE Encore」(PRODUCE:SONG, LIVE, MD)
- 令和3年1月9日〜23日 ミュージカル『刀剣乱舞』5周年記念 壽乱舞音曲祭(音楽)
- 令和3年3月7日〜5月23日 ミュージカル『刀剣乱舞』ー東京心覚ー <2部ライブ>(音楽)
- 令和3年9月17日〜10月3日 演劇調異譚「xxxHOLiC」 CLAMP xxxHOLiC 舞台化(音楽)
- 令和5年4月7日〜5月7日 演劇調異譚「xxxHOLiC」 -續-  CLAMP xxxHOLiC 舞台化(音楽)
- 令和6年8月11日〜9月1日 ミュージカル『刀剣乱舞』 和泉守兼定 堀川国広 山姥切国広 参騎出陣 〜八百八町膝栗毛〜(音楽)
- 令和6年10月11日〜10月20日 甦夢THEATRE「黄金仮面ーmasque doréー」(音楽)
- 令和7年1月24日〜2月16日 演劇調異譚「xxxHOLiC」 -續・再-(音楽)

### その他:サービス・作品
- 平成13年〜16年 KDDI EZweb モバイルサイト「さきどりエイベックス」(コンテンツプロデューサー)
- 平成14年〜16年 着メロ・着うたサイト「レコード会社直営(レコチョク)」(サイトディレクター)
- 平成14年〜17年 モバイルファンクラブサイト「avexnet MOBILE」(コンテンツプロデューサー/リーダー)
- 平成17年 モバイルファンクラブサイト「Janne Da Arc Mobile FANCLUB」(サイトディレクター)
- 平成25年〜令和元年 モバイルファンクラブサイト「大塚 愛 LOVE9CUBE MOBILE」内、コラム「Come On!ジョージ」全144回(著者)
- 平成29年 アート作品「マンガマッピン!」(アソシエイトプロデューサー) ※NAKED×avex×コルク共同プロジェクト
- 平成30年 セガトイズ「WHO are YOU? 第一章 / 第二章」(ソングプロデュース)
- 平成30年〜 commmons(STAFF)
- 平成31年 HUMANOID DJ project(プロデューサー) ※avex×NAKED共同プロジェクト
- 令和元年 モバイルファンクラブサイト「大塚 愛 LOVE9CUBE MOBILE」内、ラジオ「Come On! ジョージR」(MC) - 令和5年2月4日終了 - 全99回
- 令和元年 「OMOTENASHI BEATS[2]」(プロデューサー)
- 令和2年 FLOWERS by NAKED × HUMANOID DJ project[3][4](プロデューサー)
- 令和2年 姫路城 × HUMANOID DJ 10.30〜11.8開催
- 令和3年 ライオン『おくちからだプロジェクト』(ソングプロデュース)
- 令和3年 HUMANOID DJ×大塚 愛[5](プロデューサー)
- 令和4年 IDEACTIVE JAPAN PROJECT
- 令和5年 第19回 堤川国際映画音楽祭 (commmons)
- 令和6年 ミナミ・フライング万博 2024夏の陣 テーマ曲「ブギウギっす」「GLASS WINDOW」(サウンドディレクター)

## 個人における活動

### 出演
- 日本テレビ系列「[6]スター☆ドラフト会議」スカウトマン テレビ出演
- ニコニコ動画「[7]福原香織とRABのうぇうぇコヨトル」プロデューサー出演
- ニコニコ動画「[8]FUNCTION6chのうぇうぇコヨトルZ」プロデューサー出演
- USTREAM生トーク番組「音楽業界を知る120分〜ヒットを作るための仕事〜」
- 「avex×SHOWROOM声優アーティストオーディション supported by Decoo」審査員
- すながわ公園祭2019「未来のトップアーティスト選手権」審査員
- 「エイベックス・アーティストアカデミー特待生オーディション」審査員
- 鳥越アズーリFMテレビ「音で世界を変える!!立体音響が創る音の未来」ゲスト
- スカパー! cs340ディスカバリーチャンネル『IMAGINEZ大学 with Discovery』「愉快な仲間」2023.5.12
- IDEACTIVE JAPAN PROJECT ひらめきアイデアコンテスト Entertainmentカテゴリ最終審査員
- コミュニティラジオ FM  TOKYO854「カラフルサウンズ・パーティー」2024.7.11
- 音楽のプロたち The Professionals / アーティストや音楽業界人にインタビュー 2025.6.26

### 講演/講義/ワークショップ
- 「JASPM18大会報告」『ポピュラー音楽研究』第11号、日本ポピュラー音楽学会、2007年、42-54頁、doi:10.11385/jaspmpms1997.11.42、ISSN 1343-9251、NAID 130004957681。[9]インターネット時代の音楽産業の変容と研究からのアプローチ」
- IID 世田谷ものづくり学校にてワークショップ 耳の学校Vol.1「[10]親子de レコーディング体験♪」プロデュース
- エイベックス・アーティスト・アカデミー エンターテインメントビジネス講座 特別講師「[11]日本の音楽事業の未来」
- エイベックス・アーティスト・アカデミー エンターテインメントビジネス講座 特別講師「[12]新しい音楽体験価値の創造」
- エイベックス・アーティスト・アカデミー エンターテインメントビジネス講座 特別講師「音楽とテクノロジー〜日本の音楽産業の未来を考える〜」
- エイベックス・アーティスト・アカデミー エンターテインメントビジネス講座 講師「エンタテインメント業界キャリア形成」2018 - 2024
- en-courage 「Career Theater」登壇 at 京都 2019.5.19
- 音学会 #02 講師「音楽コンテンツプロデュース」2019.11.29
- 新しい音楽の学校 HR Summit2019「音楽と仕事の明日を考える:分科会 ①アーティスト」登壇 2019.11.30
- 音楽科授業工房オンラインフェス 2022「音楽産業の今とこれから〜教育との関連性〜」[13]ゲストスピーカー 2022.3.19

#### 学校関連
- 京都精華大学メディア表現学部 「音楽産業のこれから - マーケティングの変化」2022
- 国立音楽大学 学生課 講演会「音大生のためのキャリアに関する公開講座:答えは自分の中にある!感動を創造する仕事」
- 国立音楽大学 講義「MUSIC BUSINESS 2018 キャリア教育」
- 国立音楽大学 講義&ワークショップ「MUSIC BUSINESS 2018 音楽産業」
- 国立音楽大学 講義&ワークショップ「MUSIC BUSINESS 音楽の仕事(音楽産業論)」2019〜

- 城西国際大学 プロジェクト研究 I 講義「MUSIC BUSINESS 2017」「MUSIC BUSINESS 2019」
- 城西国際大学 プロジェクト研究 I  II 講義「エンタテインメント業界の未来/キャリアを描く」2021 / 2023
- SHOW!国際音楽・ダンス・エンタテインメント専門学校「エンタメビジネスキャリア形成について」2021 / 2023 / 2024
- 世田谷区立東玉川小学校 学習ボランティア「音楽プロデューサーの仕事」2017
- 仙台スクールオブミュージック&ダンス専門学校「音楽の仕事とキャリアについての心得」2022.10.23
- 東京学芸大学 音楽授業実践演習 講義「MUSICBUSINESS 2018+著作権」
- 東京芸術大学附属世田谷中学校 中学一年生音楽「音楽と社会:世界に耳を澄まそう」2025.2.10
- 東放学園映画専門学校 プロモーション映像科 講師「音楽産業からみる”音楽と映像の関係性”」 2019.7.16 / 2020.9.1
- 東放学園映画専門学校 特別講義「MUSIC INDUSTRY 2021 - 作品講評」 2021.7.13 / 2022.8.2 / 2023.8.1 / 2024.7.30
- 東放学園映画専門学校 オンライン体験入学 「ミュージックビデオ制作講座」ゲスト:大塚 愛 2021.9.12
- 名古屋外国語大学 現代国際学特殊講義A「The Future of Music Business -『日本から世界へ』-」2021.10.15
- 仁川学院中学校「キャリア学習会」2020
- 福知山公立大学情報学部 橋田ゼミ 2024.2.20
- 目白大学「SPECIALTY and CAREER 2020」「MUSIC INDUSTRY 2021[14]」、2022、2023、2024
- 目白研心中学校「第2回 中学キャリア講習会」2021.1.20
- 北海道教育大学附属釧路義務教育学校「音楽の仕事とキャリアについて考える」2022.4.21 / 2023.5.25 / 2024.5.9
- 北海道情報大学 メディアデザイン特別講義  2023.11.25

#### 学会関連
- ミュージック エデュケーション メッセ in KANTO 2017 講義「商業音楽はどうやって若者の心をつかんでいるか」
- ミュージック エデュケーション メッセ in KANTO 2018 講義「音楽プロデューサーは、視聴者にどのように音楽を鑑賞させているのか」
- 日本教育大学協会全国音楽部大学部会第43 回 全国大会 シンポジウム登壇
- [15]音楽学習学会第14 回大会シンポジウム 登壇「商業音楽と学校音楽」
- 総合情報・研究誌「音楽文化の創造」vol.13 音楽産業「心と音楽」〜「心」を投影するデジタルコミュニケーション

### 作品/デザイン
- 遊泳「ペチカ」音楽制作
- musicscape『水曜日の朝に』『婚』音楽制作
- 短編映画「日本で一番小さな県の一番小さな町で〜legato〜」2020 音楽制作
- 映像作品「真田くノ一忍法伝 かすみ」「餓鬼姉妹」音楽制作
- 映像作品「廃墟家の人々」音楽制作、作曲
- シンベリン・ビューラー来日舞台「Theater Sol: Tokyo Project『Living on Stone Rice(石の米をかてに)』」サウンドデザイン担当
- 麻布十番サロン「UPSTAIRS」サウンドデザイン担当
- 千葉県立八千代特別支援学校歌 編曲・レコーディング
- 田端孝之「君の心になりたい」作曲・編曲
- 仁川学院中学校卒業式歌集[平成3年〜17年]「最高の仲間たち」制作/作曲・編曲、録音、音楽デザイン
- 兵庫県 マリアの園幼稚園 園歌 編曲
- 福原香織とRAB「声のサプリメント」編曲
- アプリゲーム「クイズタイマー」楽曲提供
- アプリゲーム「恋のカルテ -愛しい君へ-」楽曲提供
- bus tribute「Misty」録音:ピアノ演奏
- OCHIMUSYA「Oh Yeah」録音:ピアノ演奏